# WBFF
A WBFF é uma emissora de televisão americana instalada na cidade de Baltimore, no Estado de Maryland. A emissora é afiliada à rede Fox e é sintonizada no Canal 46 digital (ou Canal 45 virtual).
A FCC deu licença ao Canal 45 em 1966. A emissora só iniciou as atividades em 11 de abril de 1971, como emissora independente, ou seja, sem nehuma afiliação com alguma rede. Em 1986, desistiu de operar estação independente, ao passar ser afiliada à Fox.
Em 2009, depois de 38 anos no ar pelo Canal 45 UHF analógico, a emissora deixou ser exibida no canal analógico, devido a transição analógica ao digital iniciada nos Estados Unidos em 1999.